# Eleonore Schroth
Eleonore Ruth Schroth (bürgerlich Eleonore Ruth von Nicolai; * 30. August 1928 in Konstanz; † 11. September 2000 in Forsyth County (North Carolina), USA) war eine deutsche Schauspielerin und Hörspielsprecherin.

## Leben und Wirken
Eleonore Schroth war die Tochter des Schauspielers Heinrich Schroth und der Paula Maria Eisele. Sie begann ihre Bühnenlaufbahn bereits im Alter von 12 Jahren. In den Jahren 1949 bis 1950 hatte sie ein Engagement am Stadttheater Konstanz unter dem Intendanten Heinz Hilpert. Dort gehörte sie, neben Tatjana Iwanow, zur Besetzung von Hilperts Was ihr wollt-Inszenierung, die im Juni 1949 bei den Ruhrfestspielen gastierte. Anschließend wirkte sie bis 1956 an der Landesbühne Hannover. Von 1957 bis 1959 gehörte Eleonore Schroth dem Ensemble des Schloß-Theaters Celle und, erneut unter Hilperts Leitung, dem des Deutschen Theaters in Göttingen an.
Zur Spielzeit 1959/60 ging sie nach Hamburg an das dortige Thalia-Theater. Im September 1959 wirkte sie dort in der Uraufführung des Lustspiels Steckenpferd und Staatssekretär von Kurt Heynicke mit. Zur Spielzeiteröffnung 1961/62  der Hamburger Staatsbühnen übernahm sie am Thalia-Theater die Rolle der Sofie in Goethes Lustspiel Die Mitschuldigen. Zur Premiere der Spielzeit 1962/63 gab sie die Helena in Troilus und Cressida. Außerdem war sie in derselben Saison neben Hans Paetsch in der deutschen Erstaufführung des US-Lustspiels Nur keine Blumen von Norman Barash und Carroll Moore (Regie: Johannes Schaaf) zu sehen.
Für den Rundfunk war Eleonore Schroth zu Beginn der 1960er Jahre in verschiedenen Hörspielen des Norddeutschen Rundfunks und von Radio Bremen zu vernehmen. Auch ihre erfolgreiche Karriere als Darstellerin in Fernsehfilmen und -serien begann zu dieser Zeit.
Im Jahr 1971 wanderte sie mit ihrer Familie in die USA aus und begann dort eine zweite Laufbahn als Schauspiellehrerin an der North Carolina School of Arts (NCSA).
Eleonore Schroth war verheiratet und hatte eine Tochter.

## Filmografie
- 1961: Kalamitäten
- 1962: Mein Bruder Jacques (Fernsehfilm)
- 1964: Das wissen die Götter (Fernsehserie, 2 Folgen)
- 1966: Die Gentlemen bitten zur Kasse (Fernsehdreiteiler)
- 1966: Heiraten (Fernsehfilm)
- 1967: Wenn der junge Wein blüht (Fernsehfilm)
- 1968: Das Ferienschiff (Fernsehserie, 13 Folgen)
- 1967–1970: Polizeifunk ruft (Fernsehserie, 2 Folgen)

## Hörspiele
- 1952: Wilhelm Semmelroth: Das kleine a-b-c – Regie: Wilhelm Semmelroth
- 1955: Roderick Wilkinson: Ich bin Vater – Regie: Hans Rosenhauer
- 1956: Juan Antonio de Zunzunegui: Don Lukas und das Unverkäufliche – Regie: Günter Eich
- 1960: Paul Mommertz: Wo ist Ruth? – Regie: Gerlach Fiedler
- 1960: Jochen Schöberl: Spuren nach Maracaibo – Regie: Gustav Burmester
- 1960: Alberto Moravia: So ein Verschwender – Regie: Günter Siebert
- 1960: Emil Gurdan: Nur eine Aktenmappe – Regie: Günter Siebert
- 1961: Charles Dickens: Oliver Twist (3. Teil: Der Einbruch im Landhaus) – Regie: Horst Beck
- 1961: Guy de Maupassant: Dieses Schwein, dieser Morin – Regie: Armas Sten Fühler
- 1961: Charles Dickens: Oliver Twist (2. Teil: Die Flucht vor den Dieben) – Regie: Horst Beck
- 1961: Kurt R. Neubert: Sein letzter Patient – Regie: Günter Siebert
- 1962: Arnold E. Ott: Geben Sie mir Dr. Parker – Regie: Horst Loebe
- 1962: Heinz Piontek: Die roten Pfeile – Regie: Horst Loebe
- 1963: Heinrich Mann: Die traurige Geschichte von Friedrich dem Großen – Regie: Gerhard Lippert
- 1963: Heinrich von Kleist: Amphitryon – Regie: Gerhard Lippert
- 1963: Jean Giraudoux: Amphitryon 38 – Regie: Gerhard Lippert
- 1963: Hans Bachmüller: Vetter Phönix – Regie: Raoul Wolfgang Schnell
- 1963: Arnold E. Ott: Die schwarze Dame – Regie: Günter Siebert
- 1963: Herbert Timm: Der Lokalredakteur – Regie: Horst Loebe
- 1963: Edna Sherry: In zweiter Instanz (3. Teil) – Regie: Günter Siebert
- 1964: Nikolai von Michalewsky: Die wahren Fälle (4. Folge: Jagd auf Dr. Crippen) – Regie: Joachim Hess
- 1964: Nikolai von Michalewsky: Kidnapper am Werk – Regie: Joachim Hess
- 1965: Ermanno Maccario: Der absurde Traum des Monsieur Tulipe – Regie: Ulrich Lauterbach
- 1970: Rudolf Tourelle: Dürfen Mütter streiken? – Regie: Hans-Jürgen Ott
- 1970: Boileau-Narcejac (Pierre Boileau und Thomas Narcejac): Das Gespenst – Regie: Günter Siebert